# Maxim Dubarenco
 Maxim Dubarenco  (nacido el 24 de junio de 1993) es un tenista profesional moldavo, nacido en la ciudad de Chisináu.

## Carrera
Su mejor ranking individual es el Nº 331 alcanzado el 18 de noviembre de 2013, mientras que en dobles logró la posición 401 el 26 de agosto de 2013.
No ha logrado hasta el momento títulos de la categoría ATP ni de la ATP Challenger Tour, aunque sí ha obtenido varios títulos Futures tanto en individuales como en dobles.

### Copa Davis
Desde el año 2009 es participante del Equipo de Copa Davis de Moldavia. Tiene en esta competición un récord total de partidos ganados/perdidos de 7/7 (6/6 en individuales y 1/1 en dobles).